# ويليام كينارد
ويليام كينارد (بالإنجليزية: William Kennard)‏ هو دبلوماسي أمريكي، ولد في 19 يناير 1957 في لوس أنجلوس في الولايات المتحدة.

## وصلات خارجية
- ويليام كينارد على موقع إن إن دي بي (الإنجليزية)